# Euchaetes cressida
Euchaetes cressida là một loài bướm đêm thuộc phân họ Arctiinae, họ Erebidae.